# Sofía (cantante filipina)
Sofía es una cantante filipina, ella se graduó de la Universidad Santo Tomás de Manila bajo el título de tecnología médica, donde obtuvo la licenciatura en tecnológica. Sofía se convirtió en la artista de un álbum inspirado en bossa-proyecto. Después de graduarse, fue en viajó a Japón para continuar sus estudios en una concesión de becas sobre la investigación de Hematología. Además colaboró en escribir la primera letra de su canción publicado en CD y otros materiales, para saber como sonaba su nueva producción. Sofía presentó una maqueta de la canción "Desafinado", la empresa quedó impresionada y luego fue aprovechada para ser una cantante reconocida. Finalmente ella fue elegida para ser la artista para su primer disco. Su álbum, titulado Bossa Latino Lite, debutó en el número 11 del Tower Records' en el Top 25. En su segundo álbum fue lanzado el pasado 28 de diciembre de 2006, titulado "In Love With Bossa Nova". El 1 de abril de 2007, su álbum debut Bossa Latino Lite llegó a obtener la marca o el disco de oro.

## Otros datos
Sofía incluye las habilidades de canto, escritura creativa, pintura y dibujo, desempeña la guitarra, un poco de violín y percusión. Su influencia en la música incluyen a Cynthia Alexander, Wolfgang, Paulinho da Viola, Tom Jobim, Paulinho Moska, Big Mountain, The Corrs, Pinikpikan, Bob Aves y Eraserheads. Sus intereses obras son los libros, la lectura, la escritura de música, fotografía, comida japonesa y el aprendizaje de nuevas lenguas.

## Discografía
- 2006 - Bossa Latino Lite
- 2006 - En el amor con la Bossa Nova

## Singles
- No sólo Ordinary Day
- Aguas de marzo (Aguas de Março)
- Moro Na Roca (festiva Dance Mix)
- Hulog ng Langit